# Stazione di Potenza Inferiore Scalo
La stazione di Potenza Inferiore Scalo è una delle stazioni ferroviarie a servizio della città di Potenza. La stazione è sotto la gestione delle FAL e dal 7 ottobre 2024 è divenuta stazione passante per il prolungamento verso la nuova stazione di Galiitello, capolinea del Servizio metropolitano di Potenza.

## Strutture e impianti
La stazione dispone di un fabbricato viaggiatori e una banchina dotata di pensilina.
È dotata di tre binari di testa utilizzati per il servizio viaggiatori.

## Movimento
La stazione fungeva fino al 6 ottobre 2024 da capolinea dei treni regionali per Gravina in Puglia e Bari, e di quelli del servizio metropolitano di Potenza per Avigliano per poi essere prolungata al nuovo capolinea Terminal Gallitello.

## Servizi
- Biglietteria a sportello
- Biglietteria automatica
- Sala d'attesa
- Parcheggio

## Interscambi
- Fermata autobus
- Terminal bus Extraurbani